# Ranunculus siamensis
Ranunculus siamensis Miq. – gatunek rośliny z rodziny jaskrowatych (Ranunculaceae Juss.). Występuje naturalnie w Nepalu, Indiach, Mjanmie, północnej części Tajlandii oraz w Wietnamie.

## Morfologia
PokrójBylina dorastająca do 30–80 cm wysokości. Łodyga jest wyprostowana.
LiścieLiście odziomkowe są potrójnie klapowane. Mierzą 3,5–7 cm długości. Mają owalny kształt. Osadzone są na ogonkach liściowych o długości 6–20 cm. Liście łodygowe mają od 2 do 4 głęboko wciętych klapek. Na brzegu są ząbkowane.
KwiatyZebrane po 3–7 w kwiatostany o długości 2–10 cm. Dorastają do 0,7–1,5 cm średnicy. Działek kielicha jest 5, są owalne, owłosione, mają brązową barwę, mierzą 0,4–0,5 cm długości. Mają 5 płatków o podłużnym lub owalnym kształcie i długości 0,7–0,8 cm. Pręciki osiągają około 0,3 cm długości. Każdy wynik ma płaski pysk i marży jasne.
OwoceNiełupki o średnicy 1–1,2 cm.

## Biologia i ekologia
Rośnie na w lasach mieszanych z przewagą sosny i przedstawicieli rodzaju Dipterocarpus. Występuje na wysokości od 850 do 1500 m n.p.m.